# Легіт Андрій
Легіт Андрій — псевдонім. Справжнє прізвище — Ворушило Андрій Теодосійович (1915—2003). Український поет, педагог, громадсько-політичний діяч, лауреат УММАН (1983 р.) — Українська Могилянсько-Мазепинська Академія Наук.

## З біографії
Народ. 25 грудня 1915 р. у м. Корсунь Київської губернії (тепер м.Корсунь-Шевченківський Черкаської обл.) в заможній хліборобській родині. Навчався у Корсунській початковій та середній школах, а згодом у школі колгоспної молоді. У 1931 р. вступив до Корсунського педагогічного технікуму (тепер Корсунське педучилище імені Т. Г. Шевченка). Після закінчення технікуму (1934) працював учителем української мови та літератури, російської мови та літератури в Юхнівській семирічці Миронівського району на Київщині. Закінчив мовно-літературний факультет Київського педагогічного інституту (1937). Учителював у Потіцькій середній школі. У 1939 р. був мобілізований на військову службу, поранений. У роки окупації викладав у школі, був інструктором Червоного Хреста, працював у редакції тижневика «Корсунські вісті» коректором, заступником редактора.
Побував у фашистських таборах і таборах для переміщених осіб в Австрії та Італії (Ріміні). У 1948 р. переїхав до Великої Британії, спочатку працював у сільському господарстві, потім на фабриці, в установах. Потім поселився в Лондоні (1953), викладав українську мову та літературу в суботній школі українознавства. У 1982 р. вийшов на пенсію, віддався творчій і громадській діяльності. Друкувався у газетах «Українська думка», «Українське слово», «Національна трибуна»; журналах «Молода Україна», «Наші позиції», «Північне сяйво», «Визвольний шлях». У 2003 р. переїхав до Києва, де й помер.

## Творчість
Автор збірок «За дротами» (підгот. у таборі, 1958), «Лірика» (1948), «Чим серце билося» (1953), «У тумані чужім» (1958), «На крилах адії» (1962), «Почуття» (1964), «Мрії» (1967), «Вибрані поезії»
(1990), «Калинові шуми» (1994), «Відлуння душі» (2004, посм.).
Окремі видання:
- Легіт А. Вибрані поезії. — Лондон: Українська видавнича спілка,1990. — 232 с.
- Легіт А. Вірші // Слово і зброя: Антологія української поезії, присвяченої УПА і революційно-визвольній боротьбі 1942—1967 / Упоряд. Л. Полтава. — Торонто — Онтаріо, 1968. — С.292-293.
- Легіт А. За дротами. Перша збірка поезій 1945—1948. — Б.м.: Б. В., 1958.